# Морска струја
Морска струја је прогресивно кретање водене масе у морима и океанима, условљено различитим силама. Струје настају услед трења ветра о површину мора, услед неравномерног распореда температуре и салинитета воде, нагиба нивоа воде и сл. Према физичко-хемијским својствима морске струје се деле на: хладне и топле. На правац струја велики утицај врши сила Земљиног обртања (Кориолисова сила), која их скреће на северној полулопти удесно, а на јужној улево. Такође, утицај се испољава и на контурама обала и рељефа дна океана.

## Узроци
Динамика океана дефинише и описује кретање воде унутар океана. Температура океана и поља кретања могу се раздвојити у три различита слоја: мешовити (површински) слој, горњи океан (изнад термоклине) и дубоки океан. Океанске струје се мере у свердрупима (sv), где је 1 sv еквивалентно запреминском протоку од 1.000.000 m3 (35.000.000 cu ft) у секунди.
Површинске струје, које чине само 8% све воде у океану, углавном су ограничене на горњих 400 m (1.300 ft) океанске воде и одвојене су од нижих региона различитим температурама и салинитетом који утичу на густину воде, што заузврат дефинише сваки океански регион. Како је кретање дубоких вода у океанским сливовима узроковано силама вођеним густином и гравитацијом, дубоке воде тону у дубоке океанске басене на високим географским ширинама где су температуре довољно хладне да изазову повећање густине.

### Циркулација вођена ветром
Површинске океанске струје покрећу струјања ветра, преовлађујући ветрови великих размера покрећу главне постојане океанске струје, а сезонски или повремени ветрови покрећу струје сличне постојаности као и ветрови који их покрећу, и Кориолисов ефекат игра главну улогу у њиховом развоју.. Екманова спирална дистрибуција брзине резултира струјама које теку под углом у односу на покретачке ветрове, и оне развијају типичне спирале у смеру казаљке на сату на северној хемисфери и ротацију у смеру супротном од казаљке на сату на јужној хемисфери. Поред тога, области површинских океанских струја се донекле померају са годишњим добима; ово је најприметније у екваторијалним струјама.
Дубоки океански басени генерално имају несиметричну површинску струју, тако да је грана која тече ка источном екватору широка и дифузна, док је западна гранична струја која тече ка полу релативно уска.

### Термохалинска циркулација
Дубоке океанске струје покрећу градијенти густине и температуре. Ова термохалинска циркулација позната је и као океанска транспортна трака. Ове струје, које се понекад називају и подморске реке, теку дубоко испод површине океана и скривене су од непосредне детекције. Тамо где се примећује значајно вертикално кретање океанских струја, то је познато као уздизање и спуштање. Дубоке океанске струје се тренутно истражују помоћу флоте подводних робота под називом Арго.
Термохалинска циркулација је део велике циркулације океана која је вођена глобалним градијентима густине створеним површинском топлотом и токовима слатке воде. Придев термохалин потиче од термо- који се односи на температуру и -халин који се односи на садржај соли, фактора који заједно одређују густину морске воде. Површинске струје вођене ветром (као што је Голфска струја) путују ка полу од екваторијалног Атлантског океана, хладећи се на путу и на крају тону на високим географским ширинама (формирајући северноатлантске дубоке воде). Ова густа вода затим тече у океанске басене. Док се највећи део тога уздиже у Јужном океану, најстарије воде (са временом транзита од око 1000 година) уздижу се у северном Пацифику. Због тога долази до екстензивног мешања између океанских басена, смањујући разлике између њих и чинећи Земљине океане глобалним системом. На свом путовању, водене масе преносе и енергију (у облику топлоте) и материју (чврсте материје, растворене супстанце и гасове) широм света. Као такво, стање циркулације има велики утицај на климу Земље. Термохалинска циркулација се понекад назива океанска транспортна трака, велики океански транспортер или глобална транспортна трака. Повремено се непрецизно користи за означавање меридијалне преокретне циркулације, (MOC).